# John White (cirurgião)
John White (c. 1756 – 20 de Fevereiro de 1832) foi um cirurgião inglês e um coleccionador botânico.

## Biografia
John White nasceu no townland de Drumaran, perto de Belcoo, no Condado de Fermanagh, em Ulster, a província norte da Irlanda, por volta de 1756, e não, como afirmado no Dictionary of Australian Biography e no Australian Dictionary of Biography, em Sussex, Inglaterra. A 18 de junho de 1778, John White qualificou-se como cirurgião assistente, de primeira classe, após exame na Company of Surgeons em Londres. Ele ingressou na Marinha Real a 26 de junho de 1778 como cirurgião assistente a bordo do HMS Wasp. Foi promovido a cirurgião em 1780, servindo a bordo do HMS Irresistible até 1786, quando Sir Andrew Hamond o recomendou como principal cirurgião naval para a viagem da Primeira Frota para a Austrália.
Em março de 1787, White juntou-se à Primeira Frota em Plymouth como cirurgião do transporte de condenados Charlotte, onde constatou que os condenados tinham vivido algum tempo com carne salgada, uma má preparação para uma longa viagem. Ele conseguiu obter suprimentos de carne fresca e vegetais para eles e arranjou que pudessem subir ao convés em turnos para obter ar fresco. Ao chegar à Austrália, White contratou um dos condenados, Thomas Barrett, para gravar uma medalha de prata para marcar a ocasião. A medalha, ou "Charlotte Medal", está exposta no Museu Marítimo Nacional da Austrália.
Em 1788, White foi nomeado Cirurgião-Geral de New South Wales e organizou um hospital para a nova colónia, algo dificultado pela falta de suprimentos médicos. Ele interessou-se pela flora e fauna nativas da nova terra e investigou o potencial das plantas australianas para uso medicinal. Ele observou as qualidades olfativas do eucalipto e destilou óleo de eucalipto em 1788.
White escreveu A Journal of a Voyage to New South Wales (1790), que descreveu muitas espécies australianas pela primeira vez. O Journal tinha 65 gravuras em cobre de aves, animais e plantas, muitas das quais baseadas nas pinturas em aguarela de Sarah Stone, e durante os cinco anos seguintes foi traduzido para alemão e francês. Acredita-se (por seu biógrafo anónimo) que Thomas William Parr foi empregado como desenhista por White para produzir desenhos de história natural como ponto de partida para o desenvolvimento e coloração por outros artistas. White foi o primeiro a descrever Litoria caerulea, uma espécie de rã endémica da Austrália e Nova Guiné, que tem vários nomes comuns, incluindo "rã-arbórea de White". Em 1792, Thomas Watling um artista condenado recém-chegado à colónia foi nomeado pelo governo para ajudar John White na produção de cópias de ilustrações de várias plantas, insetos e animais. Um retrato de John White, uma miniatura em marfim, assinado por Thomas Watling e datado "N.S.Wales 1792" foi vendido em leilão em dezembro de 2006.
Segundo o seu diário, White detestava severamente a Austrália, descrevendo-a como: "um país e um lugar tão desolador e tão odioso que só merece execração e maldições." Ele pediu licença em 1792, e recebeu-a em 1794, partindo para Inglaterra a 17 de dezembro de 1794 e depois viajou para a Irlanda. Em 1796, ele renunciou ao seu cargo quando lhe foi dada a opção de retornar à Austrália. No início de 1796, White foi eleito Membro da Linnean Society of London, e a 10 de março de 1797, o Senado da Universidade de St Andrews conferiu-lhe o grau de Doutor em Medicina. White foi cirurgião no HMS Royal William, e durante 20 anos esteve estacionado primeiro em Sheerness a partir de 1799 e depois em Chatham Dockyard a partir de 1803. Ele aposentou-se com meia pensão em 1820, e morreu em Worthing, Inglaterra, em 1832.

## Legado
A Baía White, em Sydney, foi nomeada em sua homenagem.

John White é comemorado no nome científico de uma espécie de lagarto australiano, Egernia whitii.